# Andrea Viviano
Andrea Viviano (22. červen 1904, Alessandria, Italské království – 1. prosinec 1962, Alessandria, Itálie) byl italský fotbalový obránce.
Celou fotbalovou kariéru prožil v jediném klubu, a to v Alessandrii. Odehrál v ní sedm sezon. Kvůli zranění musel kariéru ukončit v roce 1928.
Za reprezentaci neodehrál žádné utkání. Vlastní bronzovou medaili z OH 1928, kde byl nominován.

## Hráčská statistika
| Sezóna  | Klub        | Liga      | Liga   | Liga | Ligové poháry | Ligové poháry | Ligové poháry | Kontinentální poháry | Kontinentální poháry | Kontinentální poháry | Celkem | Celkem |
| Sezóna  | Klub        | Soutěž    | Zápasy | Góly | Soutěž        | Zápasy        | Góly          | Soutěž               | Zápasy               | Góly                 | Zápasy | Góly   |
| ------- | ----------- | --------- | ------ | ---- | ------------- | ------------- | ------------- | -------------------- | -------------------- | -------------------- | ------ | ------ |
| 1921/22 | Alessandria | 1. Divize | 7      | 0    | -             | 0             | 0             | -                    | 0                    | 0                    | 7      | 0      |
| 1922/23 | Alessandria | 1. Divize | 2      | 0    | -             | 0             | 0             | -                    | 0                    | 0                    | 2      | 0      |
| 1923/24 | Alessandria | 1. Divize | 21     | 1    | -             | 0             | 0             | -                    | 0                    | 0                    | 21     | 1      |
| 1924/25 | Alessandria | 1. Divize | 21     | 0    | -             | 0             | 0             | -                    | 0                    | 0                    | 21     | 0      |
| 1925/26 | Alessandria | 1. Divize | 16     | 0    | -             | 0             | 0             | -                    | 0                    | 0                    | 16     | 0      |
| 1926/27 | Alessandria | 1. Divize | 18     | 2    | IP            | 1             | 1             | -                    | 0                    | 0                    | 19     | 3      |
| 1927/28 | Alessandria | 1. Divize | 23     | 1    | -             | 0             | 0             | -                    | 0                    | 0                    | 23     | 1      |
| Celkem  | Celkem      | Celkem    | 108    | 4    | -             | 1             | 1             | -                    | ?                    | ?                    | 109    | 5      |

## Hráčské úspěchy

### Reprezentační
- 1x na OH (1928 – bronz)